# Marianne Faithfull
Pour les articles homonymes, voir Faithfull (homonymie).
Marianne Faithfull, née le 29 décembre 1946 à Hampstead (Londres) et morte le 30 janvier 2025 à Londres, est une chanteuse, compositrice et actrice britannique. Elle accède à la notoriété dans les années 1960 avec la sortie de son single As Tears Go By et demeure l'une des principales artistes féminines lors de la « British Invasion » qui balaye l'Amérique.
Elle commence sa carrière en 1964 après avoir assisté à une soirée avec les Rolling Stones, où elle est remarquée par Andrew Loog Oldham. Son premier album Marianne Faithfull (en) (1965) (sorti en même temps que son album Come My Way) est un succès commercial suivi de plusieurs albums sur Decca Records. De 1966 à 1970, elle entretient une relation amoureuse très médiatisée avec Mick Jagger. Sa notoriété se trouve renforcée par ses rôles au cinéma, notamment dans Qu'arrivera-t-il après ? (1967) et Hamlet (1969). En France, elle est surtout connue pour son rôle dans La Motocyclette au côté d'Alain Delon, en 1968. Elle perd de sa popularité dans les années 1970 en raison de problèmes personnels ; elle souffre d'anorexie, et devient héroïnomane.
Elle est connue pour son timbre particulier et pour son style mélodique qui prévaut tout au long de sa carrière dans les années 1960. Mais par la suite, sa voix sera affectée de façon permanente par une laryngite sévère, associée à sa toxicomanie persistante au cours des années 1970, qui la laisse rauque, cassée et plus grave.
Après une longue absence, Marianne Faithfull revient à la musique en 1979 avec son album Broken English, un succès commercial et salué par la critique, qui marque la résurrection de sa carrière musicale. La nouvelle sonorité de sa voix est décrite comme « imbibée de whisky » par certains critiques, mais porte très justement les émotions brutes exprimées dans sa musique. Broken English lui vaut une nomination pour le Grammy de la meilleure performance vocale rock féminine et est souvent considérée comme son « enregistrement définitif ».
Une série d'albums s'ensuit, dont Dangerous Acquaintances (1981), A Child's Adventure (1983) et Strange Weather (1987).
Marianne Faithfull a coécrit trois livres sur sa vie : Faithfull : An Autobiography (1994), Memories, Dreams & Reflections (2007) et Marianne Faithfull : A Life on Record (2014).
Marianne Faithfull figure sur la liste des « 100 plus grandes femmes du rock and roll », selon la chaîne de télévision VH1. Elle reçoit le World Lifetime Achievement Award aux Women's World Awards 2009 et est nommée Commandeur des Arts et des Lettres par le gouvernement français.

## Biographie

### Débuts
Fille d'un officier du renseignement britannique, universitaire qui enseigne l'italien à Liverpool, et d'une aristocrate autrichienne, petite-nièce de l'écrivain Leopold von Sacher-Masoch, Marianne Evelyn Gabriel Faithfull est élevée à Londres jusqu'au divorce de ses parents. Elle suit alors sa mère à Reading. Pendant six ans, elle fréquente une école catholique. Elle y complétera sa connaissance de l'allemand, langue maternelle de sa mère. Pendant sa scolarité, elle participe aux spectacles du « Progress Theatre » de la ville.
Au début des années 1960, elle se produit dans des cafés où elle interprète des chansons populaires traditionnelles. C'est à l'issue d'un de ces récitals qu'elle fait, en 1964, la rencontre déterminante d'Andrew Loog Oldham, le manager des Rolling Stones. Mick Jagger et Keith Richards écrivent au même moment, poussés par leur manager, leur première chanson As Tears Go By, mais ils ne veulent pas la faire interpréter par les Stones car, jugée trop sentimentale, elle ne correspond pas à ce qui constitue leur répertoire de l'époque : le (rhythm and) blues et le rock. Le titre est donc confié à Marianne Faithfull, alors âgée de 17 ans ; la chanson rencontre le succès et lance sa carrière. Elle enchaîne avec d'autres succès comme This Little Bird et Summer Nights.

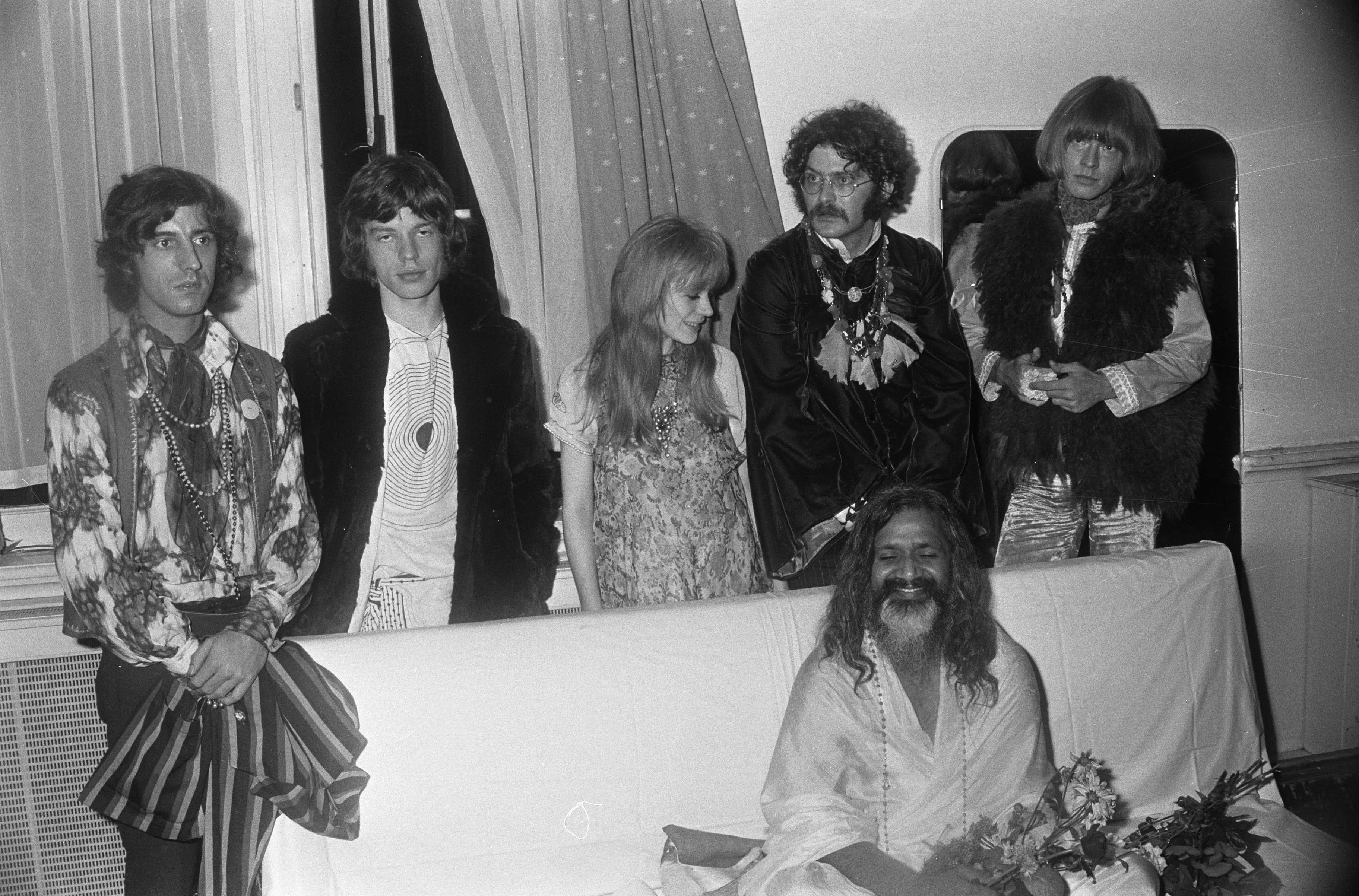
Marianne Faithfull (au centre) entre Michael Cooper, Mick Jagger, et Brian Jones après une conférence du Maharishi Mahesh Yogi (devant), « Gourou des Beatles », au Concertgebouw d'Amsterdam en 1967.

En 1965, elle épouse l'artiste et directeur de galerie d'art John Dunbar, et donne naissance à leur enfant Nicolas. Le couple ne dure pas longtemps. Marianne Faithfull part s'installer avec son fils chez le guitariste des Rolling Stones Brian Jones, dont la compagne d'alors, le mannequin Anita Pallenberg, l'initie au cannabis. Elle entame par la suite une liaison avec Mick Jagger qui dure plusieurs années, tout en commençant à s'adonner à l'héroïne ; elle tombera dans le coma après une surdose et perdra le bébé qu’elle attendait de Mick Jagger.
Elle joue son propre personnage dans Made in USA de Jean-Luc Godard (1966) et fait une apparition dans la comédie musicale Anna de Pierre Koralnik et Serge Gainsbourg en 1967 : elle interprète Hier ou demain, apportant, comme Eddy Mitchell, une caution commerciale au projet. Elle débute réellement sa carrière cinématographique dans deux films sulfureux, Qu'arrivera-t-il après ? (en anglais I'll Never Forget What's'isname) réalisé en 1967 par Michael Winner avec Orson Welles, Carol White et Oliver Reed. Et l'année suivante en jouant l'héroïne, Rebecca (nue sous sa combinaison de cuir), de La Motocyclette de Jack Cardiff, d'après le roman d'André Pieyre de Mandiargues, un film franco-britannique avec Alain Delon qui en est aussi le producteur. Le film est précédé d'un cliché du photographe de Paris Match Patrice Habans, montrant l'actrice principale « tout sourire » discuter avec Alain Delon, assis à sa gauche, tandis que son compagnon de l'époque Mick Jagger est assis de l'autre côté. Face à cette photo devenue culte, l'actrice a déclaré par la suite n’avoir jamais éprouvé le moindre sentiment pour Delon, mais a confirmé que Mick Jagger était très jaloux de ce dernier.
En 1969, elle obtient le rôle d'Ophélie dans Hamlet mis en scène au théâtre et au cinéma par Tony Richardson, avec Anthony Hopkins dans le rôle de Claudius. Marianne Faithfull a débuté au théâtre dès 1967 au Royal Court Theatre avec Les Trois Sœurs de Tchekhov, dans le rôle d'Irina, avec Glenda Jackson et Avril Elgar, puis l'année suivante dans une pièce d'Edward Bond, Early Morning.
La mort de Brian Jones, ainsi qu'une surdose qui manque de les réunir, achèvent les « sixties » de Marianne Faithfull. Elle coécrit et chante Sister Morphine, mais le titre jugé choquant est rapidement retiré de la vente. Les Rolling Stones en feront plus tard un succès, le texte étant jugé plus acceptable dans la bouche d'un homme. Son mérite en cette occasion ne sera reconnu que beaucoup plus tard. Elle aime reprendre cette chanson sur scène et demander ensuite malicieusement au public avec coquetterie et assurance : « Je la chante bien ? » La chanteuse avait par ailleurs collaboré à l'écriture de plusieurs textes du groupe, dont certains ont donné naissance à de grands succès[réf. souhaitée].

### Années 1970 et 1980
Marianne Faithfull quitte Mick Jagger en mai 1970 et perd la garde de son fils la même année. En se séparant de Mick Jagger, elle interrompt les enregistrements et s'adonne aux drogues dures. Pendant deux ans, elle vit dans les rues du quartier de Soho à Londres. Des amis lui font suivre un programme de désintoxication du National Health Service, grâce auquel elle a droit à une dose journalière délivrée en pharmacie, mais c'est un échec. En 1971, un producteur qui la voit dans la rue lui fait enregistrer Rich Kid Blues, mais l'album ne sortira qu'en 1985. Sa voix a déjà fortement changé.
Sa carrière au cinéma piétine également, malgré Lucifer Rising de Kenneth Anger : elle est obligée de refuser le Macbeth de Roman Polanski à cause de ses problèmes de drogue, ce qu'elle regrettait jusqu'à sa mort. Elle demeure présente sur les planches (Alice de Lewis Carroll, A Patriot for Me de John Osborne, Le Collectionneur de John Fowles, The Kingdom of Earth de Tennessee Williams) et, au moins au début de la décennie, à la télévision dans des adaptations de Somerset Maugham (Anne Torel) et August Strindberg (The Stronger avec Britt Ekland). Puis elle joue dans Terrible Jim Fitch de James Leo Herlihy, avec Nicol Williamson.
Elle est invitée en 1973 à l'émission de télévision The 1980 Floor Show (en) (de la série The Midnight Special) pour enregistrer en duo trois chansons avec David Bowie dont la reprise d'un succès de Sonny and Cher, I Got You Babe. Vers 1975, elle emménage à Chelsea avec son compagnon Ben Brierly, du groupe The Vibrators, et enregistre Dreamin' My Dreams qui ne rencontre un certain écho qu'en Irlande, et ressort modifié sous le titre Faithless deux ans plus tard, sans marquer davantage.
1979 marque son grand retour avec l'album Broken English, qui connaît un succès critique et commercial avec environ un million d'exemplaires vendus. Broken English est très influencé par le punk, l'album d'une rare cohérence contient notamment un hommage à Ulrike Meinhof, une chanson basée sur un tango, Why D'Ya Do It, au texte violemment explicite, destiné initialement à Tina Turner ; le standard The Ballad of Lucy Jordan (repris dans les films Cours privé de Pierre Granier-Deferre en 1986 et Thelma et Louise de Ridley Scott en 1991), et Working Class Hero de John Lennon.
Au début des années 1980, elle sort également Dangerous Acquaintances en 1981 et A Child's Adventure (qui contient le titre Times Square) en 1983, disques pop rock. Elle vit à New York et, en 1985, suit une cure de désintoxication dans le Minnesota. Elle a une liaison avec un homme souffrant de maladie mentale qui se suicide, et divorce de Ben Brierly. En 1985, Marianne Faithfull est conviée, comme plusieurs autres artistes des scènes rock et country, à participer à la rétrospective consacrée à Kurt Weill à l'occasion de Lost in the Stars : The Music of Kurt Weill, pour lequel elle enregistre une reprise de The Ballad of the Soldier’s Wife. Strange Weather, publié en 1987, contient entre autres la chanson éponyme de l'album. Autre standard de la chanteuse, une reprise de As Tears Go By et The Boulevard of Broken Dreams, morceau des années 1930 ; c'est son plus important succès critique de la décennie. De l'aveu de Faithfull, Strange Weather lui fait prendre conscience de sa valeur et la décide à soigner son addiction.[réf. nécessaire] En 1988, elle épouse l'acteur Giorgio Della Terza, dont elle divorce en 1991.

### Années 1990
Le 21 juillet 1990, Marianne Faithfull est du concert enregistré et filmé sur la Potsdamer Platz de Berlin avec Roger Waters, pour l'album live The Wall Live in Berlin qui sortira aussi en DVD. Avec une pléiade d'artistes tels que Scorpions, Ute Lemper, Cyndi Lauper, Sinéad O'Connor, The Band, Joni Mitchell, entre autres. Elle interprète la mère de Pink dans la chanson The Trial.
Sa carrière évolue pendant cette période avec la sortie de Blazing Away et sa remontée sur les planches avec des interprétations de pièces de Bertolt Brecht et de Kurt Weill. L'album The Seven Deadly Sins (opéra de Brecht et Weill) suit, ainsi que sur scène, son interprétation dans l'Opéra de quat'sous. De nombreux spectacles consacrés au répertoire des années 1930, relativement confidentiels, dans des cabarets, donneront lieu à une captation : le disque 20th Century Blues, qui comprend deux reprises de standards interprétés par Marlene Dietrich, à laquelle le producteur Hal Willner compare Marianne Faithfull.
En 1994, elle publie une autobiographie : Faithfull. En 1995, Angelo Badalamenti lui compose l'album A Secret Life, qui s'ouvre avec Dante et se clôt avec Shakespeare, dont elle écrit ou coécrit presque tous les textes. Marianne Faithfull interprète également la chanson Who Will Take My Dreams Away de la bande originale du film La Cité des enfants perdus, dont elle a écrit les paroles, tandis que la musique est d'Angelo Badalamenti.
En 1996, elle fait les chœurs sur la chanson Cœur ouvert de Louis Bertignac sur son album Bertignac '96. En 1997, elle chante sur la chanson The Memory Remains de Metallica sur l'album Reload.
Dreaming my Dreams (1999) est un DVD avec une biographie de son enfance et des vidéos remontant à 1964 qui suit l'évolution de sa carrière, comprenant des entrevues et des commentaires d'artistes l'ayant fréquentée, dont les Rolling Stones. Le disque évoque aussi sa vie personnelle avec son mari John Dunbar (en) puis Mick Jagger. En clôture, on peut voir un concert de 30 minutes. La même année, Marianne Faithfull publie le mélancolique Vagabond Ways dont elle cosigne la moitié des titres et qui contient une chanson de Roger Waters, Incarceration of a Flower Child, et une reprise de Leonard Cohen, Tower of Song, ainsi qu'une chanson de Daniel Lanois, Marathon Kiss, qui a coproduit l'album avec Mark Howard. Lanois a aussi cosigné deux autres chansons, Great Expectations avec la chanteuse et After the Ceasefire avec Frank McGuinness.

### Depuis 2000

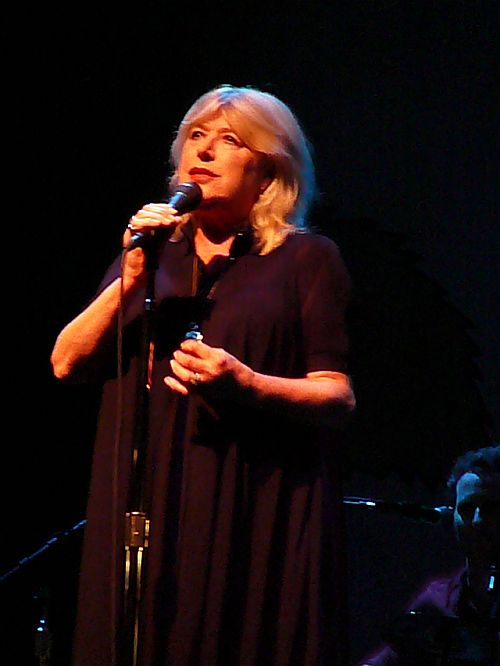
Marianne Faithfull en 2007.

Marianne Faithfull a sorti le CD pop Kissin' Time en 2002, avec des chansons coécrites par Beck, Billy Corgan, Blur, Jarvis Cocker et Étienne Daho. Dans cet album, elle rend hommage à Nico (Song for Nico), tout en acceptant l'autodérision avec Sliding Through Life on Charm. En 2003, elle lit un extrait de "la Vénus à la fourrure" de son arrière-grand-oncle Leopold von Sacher-Masoch et chante en duo avec Étienne Daho le sulfureux Les liens d'Eros dans l'album de ce dernier, Réévolution. À la même époque, sort en DVD The Wall : live in Berlin de Roger Waters, où elle interprète la mère de Pink au milieu d'une pléiade de stars.
En 2004, l'album Before the Poison, conçu avec PJ Harvey et Nick Cave, avec la participation de Damon Albarn, est diversement accueilli par les critiques comme le Rolling Stone américain et Village Voice mais il est, dans l'ensemble, salué comme un de ses meilleurs disques.
La même année, elle renoue avec la scène en jouant le rôle du diable dans The Black Rider, un spectacle musical faustien écrit par William Burroughs et Tom Waits. En 2006, Faithfull participe au disque hommage Monsieur Gainsbourg Revisited (avec une version de Lola R. for ever). En 2011, elle interprète un autre titre de Gainsbourg, Manon, sur l'album From Gainsbourg to Lulu publié par Lulu Gainsbourg.
Elle apparaît dans la sitcom britannique Absolutely Fabulous, dans le rôle de Dieu, avec Anita Pallenberg dans le rôle du Diable. Elle joue également le rôle remarqué de Betty dans le très beau drame intimiste de Patrice Chéreau, le bien-nommé Intimité. Sa chanson du film La Cité des enfants perdus est reprise dans La Fille sur le pont de Patrice Leconte. Elle interprète Marie-Thérèse d'Autriche dans le film de Sofia Coppola Marie-Antoinette, avec Kirsten Dunst, sorti en 2006. Elle tient aussi le rôle d'une artiste peintre dans le court-métrage que Gus Van Sant a réalisé pour le film Paris je t'aime (2006).
En 2007, la chanteuse déclare sur son site officiel qu'elle est « fauchée ». « Je m'aperçois que je n'ai pas de filet de sécurité », dit-elle. Les médias mentionnent cependant qu'elle possède un appartement à Paris,, situé dans « l'une des rues les plus prisées de la capitale », ainsi qu'une maison en Irlande. Durant cette période, elle chante en duo avec Patrick Wolf, sur le titre Magpie extrait de son album The Magic Position. Au cinéma, elle joue le rôle principal de Irina Palm de Sam Garbarski, qui recueille d'excellentes critiques et lui vaut un prix d'interprétation européen. L'année suivante, elle sort le double album Easy Come, Easy Go composé de reprises variées, avec les collaborations prestigieuses de Nick Cave, Rufus Wainwright, Keith Richards, Sean Lennon et Jarvis Cocker.
Marianne Faithfull fait également une apparition dans la série télévisée britannique FM, diffusée depuis le 25 février 2009. Elle reçoit aussi une distinction lors des Women's World Awards.
L'actrice-chanteuse sort, le 31 janvier 2011, un nouvel album nommé Horses and High Heels pour lequel elle revient à l'écriture et auquel participent Lou Reed et Laurent Voulzy. Cependant, le disque reçoit des critiques mitigées de la part de la presse,,.
En 2014, son album Give my Love to London bénéficie des collaborations de Nick Cave, Anna Calvi, Brian Eno et Adrian Utley de Portishead. À nouveau, Roger Waters lui écrit une chanson, Sparrows Will Sing, mais ne joue pas sur l'album. Son disque suivant, Negative Capability (en), marque de nouvelles collaborations avec Nick Cave (en tant que compositeur, musicien et choriste) et se signale également par la présence, physique ou non, d'Ed Harcourt, Mark Lanegan, John Alder, Rob Ellis et Warren Ellis, entre autres.
Le 5 avril 2020, la chanteuse de 73 ans est annoncée hospitalisée, ayant contracté le Covid-19. Après plus de trois semaines à l'hôpital et avoir craint le pire, elle en sort le 22 avril. La chanteuse explique au mois de janvier suivant que « ses poumons ne vont toujours pas bien » et qu'elle doit prendre régulièrement de l'oxygène, confiant ne plus pouvoir chanter pour le moment. Elle a aussi indiqué aux quotidiens britanniques que la Covid-19 lui provoquait « d'incroyables pertes de mémoire récente et une fatigue intense ». « Je me souviens très bien du passé lointain. Ce sont les choses récentes dont je ne me souviens pas ».

### Mort
Marianne Faithfull meurt le 30 janvier 2025 à Londres, à l'âge de 78 ans,,,,. La chanteuse avait déjà souffert de multiples problèmes de santé, notamment de boulimie, d'un cancer du sein et d'emphysème causés par des décennies de tabagisme. Elle est inhumée au cimetière de l'église St. Mary the Virgin à Aldworth, dans le Berkshire.

## Décoration
- Commandeure de l'ordre des Arts et des Lettres (2011)

## Discographie

### Albums studio
- Marianne Faithfull (en) (Decca, 1965)
- Come My Way (en) (Decca, 1965)
- Go Away from My World (en) (Decca, 1966)
- North Country Maid (en) (Decca, 1966)
- Faithfull Forever… (London, 1966)
- Love in a Mist (Decca, 1967)
- Dreamin' My Dreams (1976) - (Réédité en 1978 sous le titre Faithless)
- Broken English (1979)
- Dangerous Acquaintances (1981)
- A Child's Adventure (1983)
- Rich Kid Blues (1985) - (Sessions enregistrées en 1971)
- Strange Weather (1987)
- A Secret Life (1995)
- 20th Century Blues (1997)
- The Seven Deadly Sins (en) (1998)
- Vagabond Ways (1999)
- Kissin' Time (2002)
- Before the Poison (2005)
- Easy Come, Easy Go (2008)
- Horses and High Heels (2011)
- Give my Love to London (2014)[27]
- Negative Capability (en)  (2018)
- She Walks in Beauty (en) (avec Warren Ellis) (2021)

### Albums live
- Blazing Away (1990) - (Concert enregistré à la Cathédrale Sainte-Anne de Brooklyn, à New York, les 25 & 26 novembre 1989)
- Live in Hollywood (2005)
- Live at the BBC (2008) - (Compilation concert/interview enregistrée en 1965/1966 pour l'émission radiophonique "Saturday Club" sur la BBC)
- No Exit (2016) - (Concert enregistré durant sa tournée européenne 2014)
- The Montreux Years (2021) - (Extraits des concerts aux Montreux Jazz Festival 1995-1999-2002-2005-2009)

### Bandes originales
- Angelo Badalamenti/Mariane Faithfull - Who Will Take My Dreams Away , musique du film La cité des enfants perdus de Jean-Pierre Jeunet et Marc Caro (1995).
- Mark Isham/Marianne Faithfull - Trouble In Mind, bande originale du film (1986) - Chante Trouble In Mind (The Return),  Trouble In Mind (Reprise) et The Hawk (El Gavilan).
- David A. Stewart/Marianne Faithfull - Crimetime - Musique du film (1996)

### Compilations
- Greatest Hits (1968)
- The World of Marianne Faithfull (1969)
- Marianne Faithfull's Greatest Hits (1969)
- This Little Bird (1970)
- As Tears Go By (1980)
- The Very Best of Marianne Faithfull (1987)
- Faithfull : A Collection of Her Best Recordings (1994)
- The Wasted Years (1998) 2 CD
- A Perfect Stranger (1998)
- The Best of Marianne Faithfull (1999)
- Emmaüs Mouvement (1999)
- True - The Collection (2000)
- It's All Over Now, Baby Blue (2000)
- A Stranger on Earth : An Introduction to Marianne Faithfull (2001)
- The Best of Marianne Faithfull - The millenium collection (2003)
- Her Best Songs (2006)
- The Decca Years 1965-1967 (2007)
- No Regrets (2008)
- The Rarities Collection (2015)

### Collaborations
- 1966-67 : The Beatles : Chœurs sur les chansons Yellow Submarine et All You Need Is love
- 1968 : Rolling Stones : Beggars Banquet - Chœurs sur Sympathy for the Devil
- 1981 : Rupert Hine : Immunity - Chante sur Misplaced Love
- 1985 : Artistes variés : Lost in the Stars: The Music of Kurt Weill - Chante sur Ballad of the Soldier's Wife avec Chris Spedding.
- 1990 : Tony Coe : Les Voix d'Itxassou (nato) - un titre.
- 1990 : Roger Waters : The Wall Live in Berlin - Marianne joue la mère de Pink, on la voit dans The Trial.
- 1991 : The Chieftains : The Bells of Dublin - Chante sur I Saw Three Ships A Sailing.
- 1995 : Angelo Badalamenti : La Cité des enfants perdus - Chante Who Will Take My Dreams Away?.
- 1995 : The Chieftains : The Long Black Veil - Chante sur Love Is Teasin'.
- 1996 : Louis Bertignac : 96 - Chœurs sur Cœur Ouvert.
- 1996 : Ismaël Lô : duo sur Without Blame dans Jammu Africa
- 1997 : Metallica : Reload - chœurs sur The Memory Remains
- 1997 : Oxbow : Serenade In Red - Chante sur Over & Insylum.
- 1999 : Artistes variés  : Emmaüs Mouvement (1949 - 1999 Emmaüs a 50 Ans) - Chante sur Sonnet 14.
- 2003 : Étienne Daho : Réévolution - Chante sur Les Liens D'Eros.
- 2004 : Artistes variés : The L Word - Chante sur The Pleasure Song.
- 2006 : The London Symphony Orchestra Featuring Mick Jagger, Michael Hutchence & Marianne Faithfull : Paint It Black - Symphony Music Of The Rolling Stones - Chante sur Ruby Tuesday.
- 2006 : Artistes variés : Monsieur Gainsbourg Revisited - Chante avec Sly & Robbie Lola R. For Ever (Lola Rastaquouère).
- 2007 : Patrick Wolf : The Magic Position - Chante sur Magpie.
- 2011 : Lulu Gainsbourg : From Gainsbourg to Lulu - Chante sur Manon.
- 2012 : Artistes variés Chimes of Freedom: Songs of Bob Dylan Honoring 50 Years of Amnesty International : Chante sur Baby, Let Me Follow You Down (Live) - Coffret 4 CD
- 2012 : Artistes variés Son of Rogues Gallery: Pirate Ballads, Sea Songs & Chanteys : Chante sur Flandyke Shore avec Kate et Anna McGarrigle.
- 2014 : Carla Bruni : À l'Olympia - Chante sur All the Best.

### DVD
- Blazing away (1990)
- Dreaming my dreams (1999)
- Sings Kurt Weill - Montreal Jazz Festival (2003)
- Live from The Henry Fonda Theater in Hollywood (+ 1 CD) (2005)
- No Exit DVD et Blu-ray Inclus CD bonus (+ 4 titres issus de son concert à la Roundhouse de Londres, le 2 février 2016).

## Filmographie

### Cinéma
- 1967 : Made in USA de Jean-Luc Godard : Marianne Faithfull (ou MF)
- 1967 : Qu'arrivera-t-il après ? (I'll Never Forget What's'isname) de Michael Winner : Josie
- 1968 : La Motocyclette (The Girl on a Motorcycle) de Jack Cardiff : Rebecca
- 1969 : Hamlet de Tony Richardson : Ophélie
- 1969 : Heads de Peter Gidal (court métrage)
- 1972 : Lucifer Rising de Kenneth Anger : Lilith
- 1974 : Histoire de fantômes (Ghost Story) de Stephen Weeks : Sophy Kwykwer
- 1976 : Assault on Agathon de Laszlo Benedek : Helen Rochefort
- 1990 : The Wall: Live in Berlin de Roger Waters : La mère Chanson The Trial
- 1993 : When Pigs Fly de Sara Driver : Lilly
- 1994 : Le Tour d'écrou (The Turn of the Screw) de Rusty Lemorande : Narratrice
- 1994 : Shopping de Paul W. S. Anderson : Bev
- 1995 : Moondance de Dagmar Hirtz : la Mère
- 1996 : Crime Time (Crimetime) de George Sluizer : la chanteuse au club
- 2001 : Intimité (Intimacy) de Patrice Chéreau : Betty
- 2001 : Far from China de C.S. Leigh : Helen
- 2003 : Alone in the Dark (vidéo)
- 2004 : Nord-Plage de José Hayot
- 2006 : Paris, je t'aime, segment Le Marais de Gus Van Sant : Marianne
- 2006 : Marie-Antoinette de Sofia Coppola : l'impératrice Marie-Thérèse d'Autriche
- 2007 : Irina Palm de Sam Garbarski : Maggie
- 2011 : Visages Inconnus (Faces in the Crowd) de Julien Magnat : Dr. Langenkamp
- 2012 : Belle du Seigneur de Glenio Bonder : Mariette
- 2013 : The Girl from Nagasaki de Michel Comte et Ayako Yoshida : Rôle indéfini
- 2017 : Marianne Faithfull, Fleur d’âme de Sandrine Bonnaire : elle-même
- 2018 : Le Brasier Shelley de Ludovic Chavarot et Céline Ters (court métrage) : narratrice
- 2021 : Dune de Denis Villeneuve : Ancêtres du Bene Gesserit (voix)
- 2023 : Wild Summon de Karni Arieli et Saul Freed (court métrage) : narratrice

### Télévision
- 1966 : Zomercarrousel (série télévisée) : chanteuse
- 1966 : Z2 operazione Circeo d'Alberto Cavallone (téléfilm) : Rôle indéfini
- 1967 : Anna de Pierre Koralnik (téléfilm) : Une jeune femme dans la soirée dansante
- 1970 : Les Nouvelles de Somerset Maugham (W. Somerset Maugham) (série télévisée), saison 2, épisode 8 The Door of Opportunity de William Slater : Anne Torel
- 1970 : Cucumber Castle de Hugh Gladwish et Mike Mansfield (téléfilm) : elle-même
- 1971 : The Stronger de Patricek Garland (téléfilm) : la femme nº 2
- 1971 : Thirty-Minute Theatre (série télévisée), épisode Terrible Jim Fitch de James Ferman : Lonesome Sally
- 1971 : Aquarius (série télévisée), saison 4, épisode 1 : Mademoiselle X
- 1976 : So It Goes (série télévisée), épisode 3
- 1991 : Screen Two (série télévisée), saison 7, épisode 10 Dreaming de Mike Alexander (téléfilm) : Une femme dans la foule
- 1996-2001 : Absolutely Fabulous (série télévisée), saison 3, épisodes 7 et 8 / saison 4, épisode 4 : Dieu
- 1996 : The Rolling Stones Rock and Roll Circus : Chante Something Better
- 2009 : FM (série télévisée), épisode 1 Last Night a DJ Saved My Life d'Elliot Hegarty

## Publications
- Avec David Dalton, traduit par Jean Rosenthal. Faithfull : une vie. Belfond, 1995. Titre original : Faithfull : An autobiography. Little, Brown, 1994  (ISBN 0-316-27324-4)
- Avec David Dalton, traduit par Jean Guiloineau. Mémoires, rêves et réflexions. Christian Bourgois, 2008. Titre original : Memories, dreams and reflections. Harper Collins, 2008  (ISBN 0-00-724581-5)

### Filmographie
- Marianne Faithfull , fleur d'âme, documentaire de Sandrine Bonnaire (2017)

#### Ouvrages
- Barney Hoskyns (trad. de l'anglais par Corinne Julve), Tom Waits, une biographie : Swordfishtrombones et chiens mouillés, Paris, Rivages, 2011, 456 p. (ISBN 978-2-7436-2467-5)
- La relation entre Marianne Faithfull et les Rolling Stones est assez largement traitée dans la biographie de Keith Richards, Life. Keith Richards, James Fox , 2010, Little, Brown  (ISBN 978-0-297-85439-5)
- Véronique Bergen, Marianne Faithfull, Broken English, Ed. Densité, 2023.